# 第2特科連隊

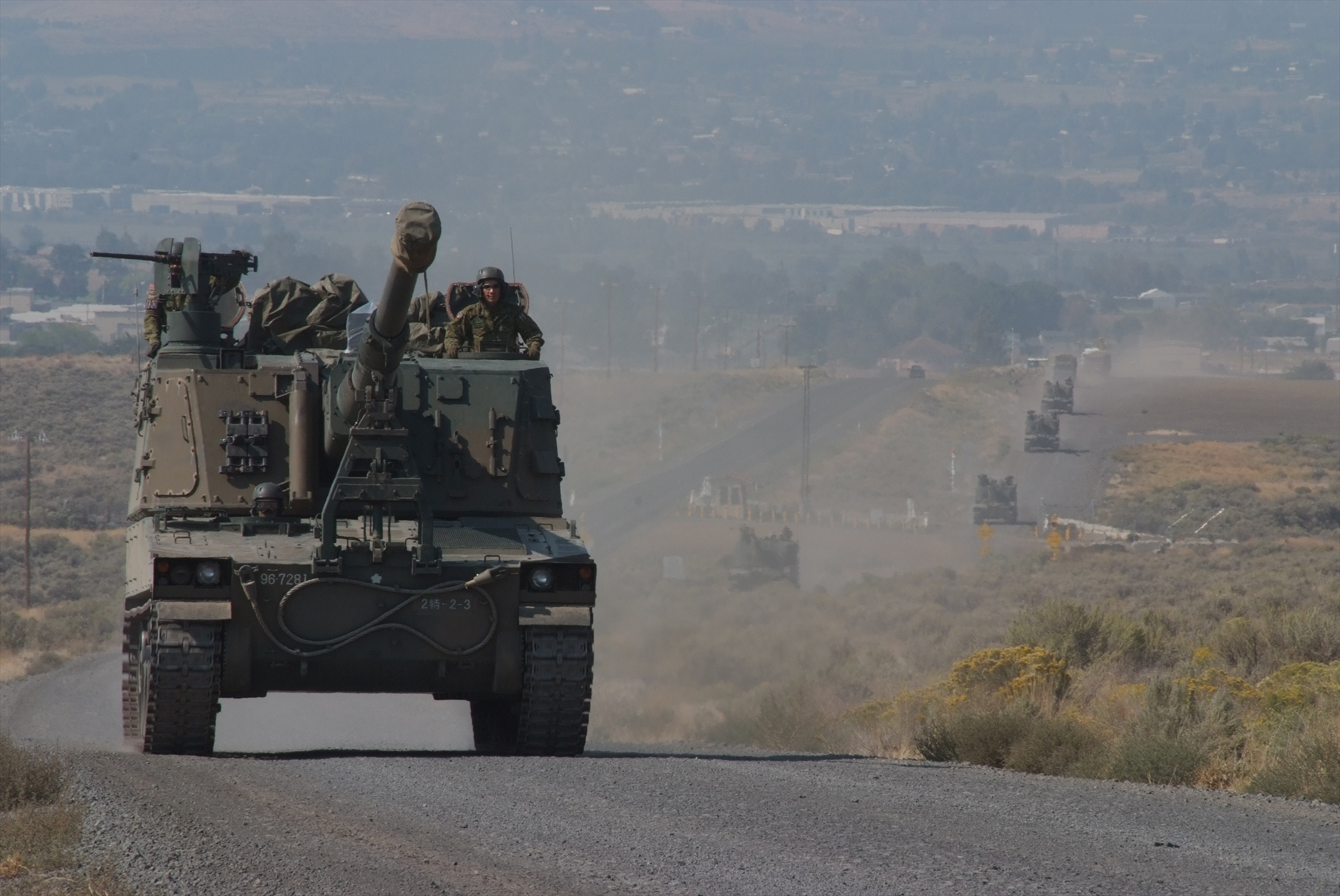
米国ヤキマ演習場での訓練（2012年9月）

第2特科連隊（だいにとっかれんたい、JGSDF 2nd Artillery Regiment(Mechanized)）は、陸上自衛隊旭川駐屯地（北海道旭川市）に駐屯する第2師団隷下の野戦特科（砲兵）部隊である。

## 概要
連隊長は1等陸佐（二）が充てられ、連隊本部、本部中隊、情報中隊および5個特科大隊からなる。隷下の第2特科大隊が名寄駐屯地、第4特科大隊が上富良野駐屯地に駐屯している。
なお、同連隊は陸上自衛隊で数少ない自走砲化している（車両は全て無限軌道付き）部隊である。かつては16個射撃中隊火砲最大80門を有する陸上自衛隊最大の野戦特科部隊であった。

## 沿革
第62連隊
- 1951年（昭和26年）
  - 5月1日：第2管区隊第62連隊が美幌駐屯地において編成。第1大隊は帯広駐屯地に、第5大隊は恵庭駐屯地に配置。
  - 12月1日：連隊本部および本部中隊、第4大隊が美幌駐屯地から恵庭駐屯地に移駐。
- 1952年（昭和27年）
  - 1月20日：部隊改編により、第62連隊第2大隊（美幌駐屯地）が第6連隊第1大隊に、第3連隊第2大隊（高田駐屯地）が第62連隊第2大隊に改称。
  - 3月6日：第62連隊第2大隊が高田駐屯地から秋田駐屯地に移駐。
- 1953年（昭和28年）1月16日：連隊本部および本部中隊、第4大隊、第5大隊が恵庭駐屯地から旭川駐屯地に移駐。
- 1954年（昭和29年）5月15日：第62連隊第2大隊が秋田駐屯地から名寄駐屯地に移駐。

第2特科連隊
- 1954年（昭和29年）
  - 7月1日：陸上自衛隊発足により、第62連隊が第2特科連隊に称号変更。
  - 9月25日：第1特科大隊（帯広駐屯地）および第3特科大隊（美幌駐屯地）は第5管区隊第5特科連隊隷下へ異動。旭川駐屯地において第5特科大隊を母体として第5特科連隊第5特科大隊が編成。
  - 10月18日：自衛隊旗授与。
- 1955年（昭和30年）9月1日：第2特科連隊（第2特科大隊を除く。）が旭川駐屯地から上富良野駐屯地に移駐。
- 1962年（昭和37年）
  - 1月18日：第2師団改編に伴い、第4特科大隊が第5特科大隊に、第5特科大隊が第6特科大隊（高射特科）に改編。第2特科大隊（名寄駐屯地）を母体に第4特科大隊が新編。
  - 3月7日：第2特科連隊（第2、第4特科大隊を除く。）が上富良野駐屯地から旭川駐屯地へ移駐。
- 1972年（昭和47年）3月24日：35mm2連装高射機関砲 L-90配備に伴い、第6特科大隊を改編。
- 1979年（昭和54年）3月26日：部隊改編。

1. 本部中隊情報小隊を改編し、情報中隊が新編。
2. 第5特科大隊第12射撃中隊を廃止して、多連装ロケット中隊（75式130mm自走多連装ロケット弾発射機装備）が新編。
3. 75式自走155mmりゅう弾砲が配備。

- 1982年（昭和57年）3月25日：第2、第4特科大隊（名寄駐屯地）に75式自走155mmりゅう弾砲が配備。
- 1983年（昭和58年）3月24日：各特科大隊に75式自走155mmりゅう弾砲が完全充足。各射撃中隊に5門が配備、1個特科大隊は15門の配備。
- 1984年（昭和59年）3月26日：82式指揮通信車が配備。
- 1986年（昭和61年）3月25日：第6特科大隊に81式短距離地対空誘導弾が配備。
- 1988年（昭和63年）3月25日：第6特科大隊（高射特科）が第2高射特科大隊として分離独立し、第2師団直轄となる。
- 1995年（平成07年）3月28日：部隊改編。

1. 多連装ロケット中隊を第5特科大隊（4個射撃中隊編成）に改編。
2. 第4特科大隊が名寄駐屯地から旭川駐屯地に移駐し、コア部隊化改編[1]。
3. 各特科大隊は本部管理中隊を併せて4個中隊編成になる。

- 2003年（平成15年）3月27日：第5特科大隊を改編。多連装ロケットを廃止し、各射撃中隊の装備を75式自走155mmりゅう弾砲に換装。
- 2008年（平成20年）3月26日：部隊改編。

1. 第1特科大隊に99式自走155mmりゅう弾砲を配備。第3射撃中隊を廃止し、2個射撃中隊編成となる。
2. 後方支援体制変換に伴い、整備部門を第2後方支援連隊第2整備大隊特科直接支援中隊へ移管。

- 2009年（平成21年）3月26日：第2特科大隊に99式自走155mmりゅう弾砲を配備。第4射撃中隊、第5射撃中隊および第6射撃中隊を廃止し、第3射撃中隊および第4射撃中隊を再編、2個射撃中隊編成となる。
- 2010年（平成22年）3月26日：第3特科大隊に99式自走155mmりゅう弾砲を配備。第7射撃中隊、第8射撃中隊および第9射撃中隊を廃止し、第5射撃中隊および第6射撃中隊を再編、2個射撃中隊編成となる。
- 2011年（平成23年）4月22日：第5特科大隊に99式自走155mmりゅう弾砲を配備。
- 2014年（平成26年）3月26日：部隊改編。11個射撃中隊編成へ縮小改編し、完全常備化改編[2]。

1. 第4特科大隊に99式自走155mmりゅう弾砲を配備。第10射撃中隊、第11射撃中隊および第12射撃中隊を廃止し、第7射撃中隊および第8射撃中隊を再編、2個射撃中隊編成となり常備化改編。
2. 第5特科大隊の第13射撃中隊、第14射撃中隊、第15射撃中隊および第16射撃中隊を廃止し、第9射撃中隊、第10射撃中隊および第11射撃中隊を再編、3個射撃中隊編成となる。
3. 連隊本部直轄として教育隊が編成。教育隊長は副連隊長が兼務[3]。

- 2024年（令和06年）3月21日：第4特科大隊が旭川駐屯地から上富良野駐屯地に移駐[4]。

## 部隊編成
- 第2特科連隊本部
  - 新隊員教育隊
- 第2特科連隊本部中隊「2特-本」：82式指揮通信車
- 情報中隊「2特-情」：対砲レーダ装置 JTPS-P16、対迫レーダ装置 JMPQ-P13
- 第1特科大隊
  - 第1特科大隊本部
  - 本部管理中隊「2特-1-本」：82式指揮通信車
  - 第1射撃中隊「2特-1-1」：99式自走155mmりゅう弾砲、99式弾薬給弾車
  - 第2射撃中隊「2特-1-2」：99式自走155mmりゅう弾砲、99式弾薬給弾車
- 第2特科大隊（名寄駐屯地）
  - 第2特科大隊本部
  - 本部管理中隊「2特-2-本」：82式指揮通信車
  - 第3射撃中隊「2特-2-3」：99式自走155mmりゅう弾砲、99式弾薬給弾車
  - 第4射撃中隊「2特-2-4」：99式自走155mmりゅう弾砲、99式弾薬給弾車
- 第3特科大隊
  - 第3特科大隊本部
  - 本部管理中隊「2特-3-本」：82式指揮通信車
  - 第5射撃中隊「２特-3-5」：99式自走155mmりゅう弾砲、99式弾薬給弾車
  - 第6射撃中隊「2特-3-6」：99式自走155mmりゅう弾砲、99式弾薬給弾車
- 第4特科大隊（上富良野駐屯地）
  - 第4特科大隊本部
  - 本部管理中隊「2特-4-本」：82式指揮通信車
  - 第7射撃中隊「2特-4-7」：99式自走155mmりゅう弾砲、99式弾薬給弾車
  - 第8射撃中隊「2特-4-8」：99式自走155mmりゅう弾砲、99式弾薬給弾車
- 第5特科大隊
  - 第5特科大隊本部
  - 本部管理中隊「2特-5-本」：82式指揮通信車
  - 第9射撃中隊「2特-5-9」：99式自走155mmりゅう弾砲、99式弾薬給弾車
  - 第10射撃中隊「2特-5-10」：99式自走155mmりゅう弾砲、99式弾薬給弾車
  - 第11射撃中隊「2特-5-11」：99式自走155mmりゅう弾砲、99式弾薬給弾車

## 整備支援部隊
- 第2後方支援連隊第2整備大隊特科直接支援中隊「2後支-2整-特」（旭川駐屯地）：2008年（平成20年）3月26日から
  - 第2直接支援小隊（名寄駐屯地）：第2特科大隊を支援
  - 第4直接支援小隊（上富良野駐屯地）：第4特科大隊を支援

## 主要幹部
| 官職名        | 階級          | 氏名     | 補職発令日     | 前職                                      |
| ------------- | ------------- | -------- | -------------- | ----------------------------------------- |
| 第2特科連隊長 | 1等陸佐（二） | 井上靖也 | 2024年03月28日 | 陸上幕僚監部装備計画部装備計画課 企画班長 |

| 代 | 氏名                     | 在職期間                         | 前職                                          | 後職                                                |
| -- | ------------------------ | -------------------------------- | --------------------------------------------- | --------------------------------------------------- |
| 01 | 加藤保男 （1等警察正）   | 1951年05月01日 - 1952年08月22日  | 遠軽駐とん地部隊長                            | 保安隊特科学校副校長 兼 教官部長                    |
| 02 | 塚本政登士 （1等警察正） | 1952年08月23日 - 1954年07月21日  | 警察予備隊総隊学校学生隊所属                  | 保安隊特科学校長 兼 習志野駐とん地司令              |
| 03 | 鳴川勝                   | 1954年08月10日 - 1956年06月18日  | 第1特科群副群長                               | 第1特科連隊長 兼 宇都宮駐とん地司令                 |
| 04 | 小林敬四郎               | 1956年06月19日 - 1959年07月31日  | 第3特科連隊長 兼 姫路駐とん地司令             | 練馬駐とん地業務隊長                                |
| 05 | 中村正人                 | 1959年08月01日 - 1962年07月31日  | 普通科教導連隊勤務                            | 富士教導隊長 兼 滝ヶ原分とん地司令                  |
| 06 | 高橋正二                 | 1962年08月01日 - 1965年03月15日  | 第2特科連隊副連隊長 →1963年7月1日 1等陸佐昇任 | 陸上自衛隊少年工科学校教育部長                      |
| 07 | 内山隆                   | 1965年03月16日 - 1967年03月15日  | 防衛大学校教授                                | 第9師団司令部幕僚長                                 |
| 08 | 末次千代二               | 1967年03月16日 - 1969年03月16日  | 陸上自衛隊幹部学校教育部教務課長              | 陸上幕僚監部第5部特科班長                           |
| 09 | 保科孝夫                 | 1969年03月17日 - 1971年03月15日  | 旭川駐とん地業務隊長                          | 陸上自衛隊富士学校特科教育部 副部長 兼 同部教務課長 |
| 10 | 籃谷馨                   | 1971年03月16日 - 1973年03月15日  | 陸上自衛隊富士学校学校教官                    | 朝霞駐とん地業務隊長                                |
| 11 | 中島幹彦                 | 1973年03月16日 - 1974年07月15日  | 第12特科連隊副連隊長                          | 陸上自衛隊調査学校研究員                            |
| 12 | 岡島知一                 | 1974年07月16日 - 1976年03月15日  | 陸上自衛隊北海道地区補給処 総務部長           | 東部方面総監部総務課長                              |
| 13 | 植村幸雄                 | 1976年03月16日 - 1978年03月15日  | 装備開発実験隊ロケット弾薬科長                | 第2教育団本部付                                     |
| 14 | 四本達夫                 | 1978年03月16日 - 1980年07月31日  | 装備開発実験隊火器科長                        | 相馬原駐とん地業務隊長                              |
| 15 | 青木月夫                 | 1980年08月01日 - 1982年08月01日  | 陸上幕僚監部付                                | 陸上自衛隊富士学校学校教官                          |
| 16 | 久保正佳                 | 1982年08月02日 - 1984年03月15日  | 陸上幕僚監部人事部補任課 人事第1班長          | 陸上幕僚監部教育訓練部教育課長                      |
| 17 | 宇野章二                 | 1984年03月16日 - 1985年06月30日  | 陸上幕僚監部人事部人事計画課 企画班長         | 北部方面総監部幕僚副長 （陸将補昇任）               |
| 18 | 大野正義                 | 1985年07月01日 - 1987年07月31日  | 陸上幕僚監部監理部総務課 監理班長             | 陸上自衛隊幹部学校学校教官                          |
| 19 | 榎田等                   | 1987年08月01日 - 1990年03月15日  | 陸上幕僚監部防衛部研究課 総括班長             | 自衛隊新潟地方連絡部長                              |
| 20 | 鈴木隆郎                 | 1990年03月16日 - 1992年08月02日  | 東部方面総監部防衛部防衛課長                  | 陸上自衛隊幹部学校主任研究開発官                    |
| 21 | 松川正昭                 | 1992年08月03日 - 1994年03月22日  | 陸上幕僚監部防衛部運用課勤務                  | 陸上幕僚監部防衛部運用課長                          |
| 22 | 井村博                   | 1994年03月23日 - 1996年03月24日  | 防衛大学校訓練部訓練課長                      | 北部方面総監部総務部長                              |
| 23 | 別所利通                 | 1996年03月25日 - 1998年03月25日  | 東部方面総監部防衛部防衛課長                  | 統合幕僚会議事務局第1幕僚室 企画調整官兼企画班長    |
| 24 | 三本明世                 | 1998年03月26日 - 1999年12月09日  | 陸上幕僚監部防衛部防衛課編成班長              | 陸上幕僚監部教育訓練部教育課長                      |
| 25 | 松川史郎                 | 1999年12月10日 - 2001年12月02日  | 陸上幕僚監部防衛部運用課 予備自衛官運用室長   | 陸上幕僚監部監理部総務課長                          |
| 26 | 清道清二郎               | 2001年12月03日 - 2003年11月30日  | 東部方面総監部調査部調査課長                  | 防衛大学校教授                                      |
| 27 | 村松秀明                 | 2003年12月01日 - 2005年07月31日  | 陸上幕僚監部監理部総務課 企画班長             | 陸上自衛隊富士学校企画室長                          |
| 28 | 山本頼人                 | 2005年08月01日 - 2006年08月03日  | 陸上幕僚監部装備部装備計画課 企画班長         | 陸上幕僚監部運用支援・情報部 運用支援課長           |
| 29 | 吉永幸男                 | 2006年08月04日 - 2008年03月25日  | 統合幕僚監部運用部運用第2課 訓練班長          | 統合幕僚監部総務部人事教育課 人事室長               |
| 30 | 大久保英樹               | 2008年03月26日 - 2010年07月31日  | 統合幕僚学校研究室研究員                      | 陸上自衛隊研究本部主任研究開発官                    |
| 31 | 山坂泰明                 | 2010年08月01日 - 2012年07月31日  | 東北方面総監部情報部情報課長                  | 陸上自衛隊富士学校特科部教育課長                    |
| 32 | 南浩                     | 2012年08月01日 - 2014年11月30日  | 陸上自衛隊富士学校主任教官                    | 陸上自衛隊富士学校特科部副部長                      |
| 33 | 前田尚男                 | 2014年12月01日 - 2017年03月22日  | 情報本部勤務                                  | 陸上自衛隊研究本部主任研究開発官                    |
| 34 | 高橋洋二                 | 2017年03月23日 - 2019年03月22日  | 東部方面総監部防衛部訓練課長                  | 自衛隊島根地方協力本部長                            |
| 35 | 丸山徳一                 | 2019年03月23日 - 2022年03月13日  | 第1空挺団本部高級幕僚                         | 陸上自衛隊富士学校特科部副部長                      |
| 36 | 川口繁                   | 2022年03月14日 - 2024年03月27日0 | 統合幕僚監部運用部運用第1課 防衛警備班長      | 西部方面総監部防衛部長                              |
| 37 | 井上靖也                 | 2024年03月28日 -                 | 陸上幕僚監部装備計画部装備計画課 企画班長     |                                                     |

## 主要装備
- 99式自走155mmりゅう弾砲
- 99式弾薬給弾車
- 82式指揮通信車（連隊本部および各射撃大隊）
- 火力戦闘指揮統制システム（FCCS）
- 対砲レーダ装置 JTPS-P16
- 対迫レーダ装置 JMPQ-P13
- 78式雪上車
- 10式雪上車
- 軽雪上車

- 1/2tトラック / 73式小型トラック
- 1 1/2tトラック / 73式中型トラック
- 3 1/2tトラック / 73式大型トラック

- 12.7mm重機関銃

- 89式5.56mm小銃

## 警備隊区
上川管内の一部（上川隊区）
- 連隊本部：旭川市
- 本部中隊：鷹栖町、当麻町、比布町
- 情報中隊：和寒町、剣淵町
- 第1特科大隊：幌加内町
- 第5特科大隊：東神楽町、愛別町、上川町、東川町

空知管内の一部（北空知隊区）
- 第1特科大隊：深川市、妹背牛町、
- 第3特科大隊：秩父別町、雨竜町、北竜町、沼田町

## 廃止（改編）部隊
- 1979年（昭和54年）3月25日廃止
  - 第2特科連隊本部中隊情報小隊「2特-本」（旭川駐屯地）：第2特科連隊情報中隊に改編。
  - 第2特科連隊第5大隊第12射撃中隊「2特-5-12」（旭川駐屯地）：第2特科連隊多連装ロケット中隊に改編。
- 1988年（昭和63年）3月24日廃止
  - 第2特科連隊第6特科大隊「2特-6-本」（旭川駐屯地）：第2高射特科大隊として分離独立し、師団直轄となる。
- 1995年（平成07年）3月27日廃止
  - 第2特科連隊多連装ロケット中隊「2特-多」（旭川駐屯地）：第2特科連隊第5大隊（4個射撃中隊）に改編。
- 2008年（平成20年）3月25日廃止
  - 第2特科連隊第1特科大隊第3射撃中隊「2特-1-3」（旭川駐屯地）：第1特科大隊が2個射撃中隊編成となる。
- 2009年（平成21年）3月25日廃止
  - 第2特科連隊第2特科大隊第4射撃中隊「2特-2-4」（旭川駐屯地）：第3射撃中隊および第4射撃中隊に再編、第2特科大隊が2個射撃中隊編成となる。
  - 第2特科連隊第2特科大隊第5射撃中隊「2特-2-5」（旭川駐屯地）：第3射撃中隊および第4射撃中隊に再編、第2特科大隊が2個射撃中隊編成となる。
  - 第2特科連隊第2特科大隊第6射撃中隊「2特-2-6」（旭川駐屯地）：第3射撃中隊および第4射撃中隊に再編、第2特科大隊が2個射撃中隊編成となる。
- 2010年（平成22年）3月25日廃止
  - 第2特科連隊第3特科大隊第7射撃中隊「2特-3-7」（旭川駐屯地）：第5射撃中隊および第6射撃中隊に再編、第3特科大隊が2個射撃中隊編成となる。
  - 第2特科連隊第3特科大隊第8射撃中隊「2特-3-8」（旭川駐屯地）：第5射撃中隊および第6射撃中隊に再編、第3特科大隊が2個射撃中隊編成となる。
  - 第2特科連隊第3特科大隊第9射撃中隊「2特-3-9」（旭川駐屯地）：第5射撃中隊および第6射撃中隊に再編、第3特科大隊が2個射撃中隊編成となる。
- 2014年（平成26年）3月25日廃止
  - 第2特科連隊第4特科大隊第10射撃中隊「2特-4-10」（旭川駐屯地）：第7射撃中隊および第8射撃中隊を再編、第4特科大隊が2個射撃中隊編成となり常備化改編。
  - 第2特科連隊第4特科大隊第11射撃中隊「2特-4-11」（旭川駐屯地）：第7射撃中隊および第8射撃中隊を再編、第4特科大隊が2個射撃中隊編成となり常備化改編。
  - 第2特科連隊第4特科大隊第12射撃中隊「2特-4-12」（旭川駐屯地）：第7射撃中隊および第8射撃中隊を再編、第4特科大隊が2個射撃中隊編成となり常備化改編。
  - 第2特科連隊第5特科大隊第13射撃中隊「2特-5-13」（旭川駐屯地）：第9射撃中隊、第10射撃中隊および第11射撃中隊に再編、第5特科大隊が3個射撃中隊編成となる。
  - 第2特科連隊第5特科大隊第14射撃中隊「2特-5-14」（旭川駐屯地）：第9射撃中隊、第10射撃中隊および第11射撃中隊に再編、第5特科大隊が3個射撃中隊編成となる。
  - 第2特科連隊第5特科大隊第15射撃中隊「2特-5-15」（旭川駐屯地）：第9射撃中隊、第10射撃中隊および第11射撃中隊に再編、第5特科大隊が3個射撃中隊編成となる。
  - 第2特科連隊第5特科大隊第16射撃中隊「2特-5-16」（旭川駐屯地）：第9射撃中隊、第10射撃中隊および第11射撃中隊に再編、第5特科大隊が3個射撃中隊編成となる。